# Црква Светог Преображења у Жабарима
Црква Светог Преображења у Жабарима, у насељеном месту на територији општине Топола, припада Епархији шумадијској Српске православне цркве. Представља непокретно културно добро као споменик културе, одлуком Владе РС бр.633-2850/2010, од 22. априла 2010. године.
Црква посвећена Светом Преображењу Господњем налази се у непосредној близини главног пута који пролази селом. Саграђена је средином 19. века и својом висином од 36m, сврстава се у највеће сакралне грађевине шумадијске епархије. Црква има ограђену порту, у чијем склопу се налази и свештенички дом. Главни прилаз објекту је са источне стране, одакле води приступна стаза. Претпоставља се да је на југоисточној страни испод надгробника са иницијалима М.Г. сахрањен њен ктитор, који је са благословом Милоша Обреновића подигао овај храм.

## Архитектура
Црква је једнобродна грађевина триконхалне основе, са обележјима барокно-класицистичког стила, а која пружа утисак катедралног изгледа. Олтарски простор на источној страни завршава се полукружном апсидом, а са страна су певничке апсиде истоветног облика. Брод је засвођен полуобличастим сводом покривеним двосливним кровом. На западној страни налази се мала припрата са галеријом, засвођена крстастим сводовима, изнад које се налази доминантни барокни звоник. Звоник је покривен типичним барокним кубетом на квадратној основи, са покривачем од бакарног лима. Изнад олтарског простора некада се налазило још једно кубе, све до 1909. године, када је порушено у земљотресу. Приликом поменутог земљотреса, био је срушен горњи део Цркве – првобитни свод са носећим луковима од опеке, делови зидова изнад свода и кровна конструкција. Унутрашњост Цркве је малтерисана и омалана 1971. године, а неадекватни постојећи свод од дрвета је осликан. Под у објекту је од глазираних разнобојних бетонских плочица.
Скромну фасадну пластику чини низ слепих аркадица изведених у малтеру и смештених изнад шест лучно засвођених отвора, као и кровни венац са северне и јужне стране.
Сви портали су уоквирени црвеним пешчаром, док је на унутрашњој страни надвратника уклесано више посвета на црквенословенском језику. Дрвени иконостас изрезбарен је у неокласицистичком стилу са низом стилизованих биљних преплета и осам белих коринтских стубова. На њему се налази деветнаест икона, српског сликара Стеве Тодоровића. Рађене су техником уљаних боја уз евидентан утицај назаренске сликарске школе.